# بابلو مكندلز
بابلو مكندلز (بالإسبانية: Pablo McCandless)‏ هو راكب الكنو تشيلي، ولد في 2 مارس 1982.

## وصلات خارجية
- بابلو مكندلز على موقع أوليمبيديا (الإنجليزية)